# سولفات-او-اتانول‌آمین
سولفات-او-اتانول‌آمین (به انگلیسی: Ethanolamine-O-sulfate) یک ترکیب شیمیایی با شناسه پاب‌کم ۷۰۲۲۳ است. 